# Боревка
Боре́вка — гора в Українських Карпатах, у масиві Ґорґани. Розташована на межі Івано-Франківського та Калуського районів Івано-Франківської області, на південний схід від села Осмолоди.
Висота 1694,6 м. Гора лежить у північно-західній частині хребта Сивуля. Північно-східні та південно-західні схили круті, важкопрохідні. Вершина і привершинні схили незаліснені, з кам'яними осипищами, місцями — криволісся з сосни гірської; нижче — лісові масиви.
На північ від вершини розташований хребет Ігровище з вершинами Ігровець (1804,3 м) та Висока (1803,6 м), на південний захід (за долиною річки Бистрик) — хребет Ґорґан.
Найближчі населені пункти: Стара Гута, Осмолода.
Між даною горою та г. Ігровець є однойменна полонина та перевал, у довоєнні часи тут були збудовані два туристські притулки.